# Sedus
Sedus Stoll AG is een Duits bedrijf dat kantoormeubels produceert en verkoopt. De hoofdvestiging van Sedus Stoll ligt in Waldshut-Tiengen.
Het bedrijf beschikt over productielocaties in de plaatsen Dogern en Geseke. Met acht Europese dochterondernemingen in Frankrijk (Parijs), Italië (Cadorago), Spanje (Madrid), Oostenrijk (Wenen), Groot-Brittannië (Londen), Nederland (Zoetermeer), België (Erembodegem) en Zwitserland (Rickenbach) behoort Sedus tot de grootste kantoormeubelfabrikanten in Europa. De wereldwijde distributie in ruim 50 landen wordt door partnerbedrijven op alle vijf continenten gerealiseerd.

## Geschiedenis
Het bedrijf werd 140 jaar geleden door Albert Stoll opgericht en door zijn nazaten voortgezet. Het laatste mannelijke lid van de familie, Christof Stoll, droeg het bedrijf aan de Stoll VITA Stiftung over, een stichting zonder winstoogmerk ten behoeve van een gezonde voeding en milieubescherming. In 1995 werd Sedus uiteindelijk omgezet in een vennootschap op aandelen (AG). In de hierop volgende jaren richtte Sedus diverse bedrijven op en nam verschillende bedrijven over. Op deze manier ontwikkelde het bedrijf zich tot een complete aanbieder: In 1999 verkreeg Sedus een meerderheidsbelang in de kantoormeubelfabrikant Klöber GmbH (die vooral kantoorzitmeubelen produceert), die in Überlingen gevestigd is. In 2002 werd de firma Gesika Büromöbelwerk GmbH (zwaartepunt projectmeubilair) in Geseke opgekocht. De naam van dit bedrijf werd binnen het kader van een merksamenvoeging in 2008 gewijzigd in Sedus Systems GmbH.